# Hans Joachim Teichler
Hans Joachim Teichler (* 10. August 1946 in Finsterwalde) ist ein deutscher Sportwissenschaftler und Sporthistoriker. Er war Professor für Zeitgeschichte des Sports an der Universität Potsdam.

## Leben und Wirken
Nach dem Abitur 1966 studierte Hans Joachim Teichler Sport- und Sozialwissenschaft an der Universität Bonn bei Hajo Bernett und Karl Dietrich Bracher. Von 1974 bis 1976 war er wissenschaftlicher Assistent bei Hajo Bernett. Später war er Oberstudienrat im Hochschuldienst an der Universität Bochum und wurde 1990 bei Horst Ueberhorst mit der Arbeit Internationale Sportpolitik im Dritten Reich promoviert.
Hans Joachim Teichler war von 1990 bis 1993 Sportreferent der SPD-Bundestagsfraktion und mehrere Jahre Sprecher der Sektion Sportgeschichte in der Deutschen Vereinigung für Sportwissenschaft. Zudem ist er langjähriger Vertrauensdozent der Friedrich-Ebert-Stiftung.
Von 1994 bis 2011 war er Professor für Zeitgeschichte des Sports im Institut für Sportwissenschaft der Universität Potsdam. Zu seinen Arbeitsschwerpunkten gehören der Arbeitersport, die Sportpolitik im Dritten Reich, die politisch-gesellschaftliche Rolle des Sports in der DDR und die Erinnerungskultur im deutschen Sport. 2011 wurde er pensioniert.

## Auszeichnungen
- 1974/1975: Hermann-Altrock-Stipendium des Deutschen Sportbundes[3]
- 1990: Carl-Diem-Plakette des Deutschen Sportbundes[3]

## Schriften
- mit Wolfgang Meyer-Ticheloven: Filme und Rundfunkreportagen als Dokumente der deutschen Sportgeschichte von 1907 bis 1945. Hofmann, Schorndorf 1981, ISBN 3-7780-7401-6.
- (Red.): Arbeiterkultur und Arbeitersport. DVS, Clausthal-Zellerfeld 1985, ISBN 3-923592-18-3.
- mit Gerhard Hauk (Hrsg.): Illustrierte Geschichte des Arbeitersports. Dietz, Berlin 1987, ISBN 3-8012-0127-9.
- (Red.): Sportliche Festkultur in geschichtlicher Perspektive. DVS, Sportzentrum der Universität Osnabrück, Osnabrück 1990, ISBN 3-923592-41-8.
- Internationale Sportpolitik im Dritten Reich. Dissertation. Universität Bochum 1990. Hofmann, Schorndorf 1991, ISBN 3-7780-7691-4. 2. Auflage: Academia, Baden-Baden 2022, ISBN 978-3-98572-028-6.
- mit Michael Barsuhn und Jutta Braun: Chronik der Sporteinheit. Vom Mauerfall bis zur Aufnahme der fünf neuen Landessportbünde am 15. Dezember 1990 in den Deutschen Sportbund. Arbeitsbereich Zeitgeschichte des Sports, Universität Potsdam (online, PDF-Datei; 4,52 MB)
- mit Giselher Spitzer und Klaus Reinartz: Schlüsseldokumente zum DDR-Sport. Meyer & Meyer Sport, Aachen 1998, ISBN 3-89124-513-0.
- Das Leistungssportsystem der DDR in den 80er Jahren und im Prozeß der Wende. Hofmann, Schorndorf 1999, ISBN 3-7780-8961-7.
- Die Sportbeschlüsse des Politbüros. Sport und Buch Strauß, Köln 2002, ISBN 3-89001-369-4.
- mit Wolfgang Buss und Lorenz Peiffer: Archive und Quellen zum Sport in der SBZ, DDR. Sport und Buch Strauß, Köln 2003, ISBN 3-89001-379-1.
- (Hrsg.): Moden und Trends im Sport und in der Sportgeschichtsschreibung. Czwalina, Hamburg 2003, ISBN 3-88020-417-9.
- (Hrsg.): Sport in der DDR. Sport und Buch Strauß, Köln 2003, ISBN 3-89001-387-2.
- Sportentwicklung in Ostdeutschland nach der Wende. In: Horch und Guck. Heft 51, 2005, S. 40–44 (online (Memento vom 17. April 2010 im Internet Archive)).
- Hajo Bernett: Nationalsozialistische Leibeserziehung. Überarbeitet und erweitert von Hans Joachim Teichler und Berno Bahro. 2. Auflage. Hofmann, Schorndorf 2008, ISBN 978-3-7780-6012-4.
- mit Berno Bahro und Jutta Braun (Hrsg.): Vergessene Rekorde. Jüdische Leichtathletinnen vor und nach 1933. Verlag für Berlin-Brandenburg, Berlin 2009, ISBN 978-3-86650-038-9.
- Sport in den deutschen Diktaturen des 20. Jahrhunderts. Nomos, Baden-Baden 2024, ISBN 978-3-98572-141-2.